# NEXT Uddannelse
NEXT Uddannelse, (stiliseret som next>, tidligere navn Københavns Tekniske Skole) grundlagt 1843, er Danmarks største tekniske skole. Der er indskrevet omkring 17.000 elever, kursister og studerende på NEXT, som beskæftiger 750 medarbejdere og omsætter for 599 mio. kr. årligt (2006).

## Historie
Skolen blev grundlagt af snedkermester Lasenius Kramp i 1843 som Det tekniske Institut, der tilbød uddannelser indenfor samtlige håndværk. Instituttet blev drevet af Det tekniske Selskab, der finansieredes af statslige bidrag, fonde, Haandværkerforeningen i København samt enkelte håndværkerlav. De første lokaler var i Læderstræde 26 i det indre København, og på de første hold havde skolen hele 400 elever. I 1868 blev Ny Haandværkerskole grundlagt, og allerede i 1876 blev skolen lagt sammen med Det tekniske Institut. Den nye institution blev kaldt Det tekniske Selskabs Skole og kunne den 1. oktober 1881 flytte ind i en for 475.000 kr. opført ny statelig bygning i Ahlefeldtsgade, tegnet af Ludvig Fenger. Skolen blev støttet af staten (med i 1924-25 281.000 kr.), af Københavns Kommune (med 141.400 kr.), af Frederiksberg Kommune (med 2.000 kr.) Samt bidrag fra fagorganisationer, legater, personlige bidrag m.v., så at den samlede årsindtægt i 1925 var ca. 650.000 kr. Elevantallet var i 1924-25 4104, der undervistes i hovedskolen, 4 større og 2 mindre filialer. Siden 1910 var skolens forstander kaptajn Paulli. I købstæder og landdistrikter uden for København fandtes 1924 i alt 253 skoler med 24970 elever. Undervisningen foregår enten på daghold, aftenhold eller kombinerede hold, og den er både af almendannende og af fagligt indhold. Driften af disse skoler kostede over 3 mio. kr., hvoraf staten ydede 1.220.846 kr., medens mestre og elever i skolepenge betalte 507.191 kr. Den tekniske undervisning blev ledet af professor Alfred Lütken.
I løbet af de næste 100 år blev flere skoler en del af instituttet, men enkelte blev også udskilt, bl.a. teknikumingeniøruddannelserne, som i 1963 blev overflyttet til Københavns Teknikum, ligesom Skolen for Brugskunst blev oprettet i 1973. Skolens navn ændredes til Københavns Tekniske Skole i 1978, hvor Det tekniske Selskab blev nedlagt. I 2004 fusionerede Københavns Tekniske Skole med AMU-Center København. Skolens gymnasium hedder Københavns Tekniske Gymnasium, mens de videregående uddannelser udbydes under navnet Københavns Erhvervsakademi.
Københavns Tekniske Skole fusionerede i januar 2016 med CPH WEST og blev til NEXT Uddannelse København.